# Teliu (gmina)
Teliu – gmina w Rumunii, w okręgu Braszów. Obejmuje tylko jedną miejscowość Teliu. W 2011 roku liczyła 4198 mieszkańców. 